# Sceau de l'Oregon
Le Sceau de l'Oregon est le sceau officiel de l'État de l'Oregon, aux États-Unis. Il a été conçu par Gordon Harvey en 1857, deux ans avant l'admission de l'Oregon dans l'Union. Le sceau a été précédé par le sceau du saumon du gouvernement provisoire et du Sceau du territoire de l'Oregon. Le Sceau de l'État est régi par l'article VI de la Constitution de l'Oregon. Ce dernier apparaît sur le drapeau de l'État.